# Hauranbahn
| Streckenlänge: | 100 km     |                                                               |                                                               |
| Spurweite: | 1050 mm    |                                                               |                                                               |
| |            |                                                               |                                                               |
| \| \| \| Libanonbahn von Beirut \| \| \| \| 0,0 \| Damaskus-Midan \| Damaskus-Midan \| \| \| 5,5 \| Darayya \| Darayya \| \| \| 9,6 \| Sachnaya \| Sachnaya \| \| \| \| Militärlager Artus (1944) \| \| \| \| 19,0 \| Kessuee \| Kessuee \| \| \| 20,8 \| Khan Dannun \| Khan Dannun \| \| \| 32,0 \| Serakie \| Serakie \| \| \| 38,0 \| Ghabaghib \| Ghabaghib \| \| \| 51,0 \| Es Sanamein \| Es Sanamein \| \| \| 58,0 \| Kuniye \| Kuniye \| \| \| 63,0 \| Kutibe \| Kutibe \| \| \| 79,0 \| Sheikh Miskin \| Sheikh Miskin \| \| \| 83,0 \| Obta \| Obta \| \| \| 88,0 \| Daʿel \| Daʿel \| \| \| 94,0 \| Tafas \| Tafas \| \| \| \| Strecke Haifa–Darʿa von Haifa \| \| \| \| \| \| \| \| \| 100,0149,1 \| Muzayrib D.H.P. ab 1894 Muzayrib C.F.H. ab 1901 461,6 m ü. NN \| Muzayrib D.H.P. ab 1894 Muzayrib C.F.H. ab 1901 461,6 m ü. NN \| \| \| \| \| \| \| \| \| Strecke Haifa–Darʿa nach Darʿā \| \| |            |                                                               |                                                               |
| Strecke (außer Betrieb) |            | Libanonbahn von Beirut                                        | Libanonbahn von Beirut                                        |
| Bahnhof (Strecke außer Betrieb) | 0,0        | Damaskus-Midan                                                | Damaskus-Midan                                                |
| Bahnhof (Strecke außer Betrieb) | 5,5        | Darayya                                                       | Darayya                                                       |
| Bahnhof (Strecke außer Betrieb) | 9,6        | Sachnaya                                                      | Sachnaya                                                      |
| Abzweig geradeaus und nach rechts (Strecke außer Betrieb) |            | Militärlager Artus (1944)                                     | Militärlager Artus (1944)                                     |
| Bahnhof (Strecke außer Betrieb) | 19,0       | Kessuee                                                       | Kessuee                                                       |
| Bahnhof (Strecke außer Betrieb) | 20,8       | Khan Dannun                                                   | Khan Dannun                                                   |
| Bahnhof (Strecke außer Betrieb) | 32,0       | Serakie                                                       | Serakie                                                       |
| Bahnhof (Strecke außer Betrieb) | 38,0       | Ghabaghib                                                     | Ghabaghib                                                     |
| Bahnhof (Strecke außer Betrieb) | 51,0       | Es Sanamein                                                   | Es Sanamein                                                   |
| Bahnhof (Strecke außer Betrieb) | 58,0       | Kuniye                                                        | Kuniye                                                        |
| Bahnhof (Strecke außer Betrieb) | 63,0       | Kutibe                                                        | Kutibe                                                        |
| Bahnhof (Strecke außer Betrieb) | 79,0       | Sheikh Miskin                                                 | Sheikh Miskin                                                 |
| Bahnhof (Strecke außer Betrieb) | 83,0       | Obta                                                          | Obta                                                          |
| Bahnhof (Strecke außer Betrieb) | 88,0       | Daʿel                                                         | Daʿel                                                         |
| Bahnhof (Strecke außer Betrieb) | 94,0       | Tafas                                                         | Tafas                                                         |
| Abzweig geradeaus und von rechts (Strecke außer Betrieb) |            | Strecke Haifa–Darʿa von Haifa                                 | Strecke Haifa–Darʿa von Haifa                                 |
| |            |                                                               |                                                               |
| Bahnhof (Strecke außer Betrieb) | 100,0149,1 | Muzayrib D.H.P. ab 1894 Muzayrib C.F.H. ab 1901 461,6 m ü. NN | Muzayrib D.H.P. ab 1894 Muzayrib C.F.H. ab 1901 461,6 m ü. NN |
| |            |                                                               |                                                               |
| Strecke (außer Betrieb) |            | Strecke Haifa–Darʿa nach Darʿā                                | Strecke Haifa–Darʿa nach Darʿā                                |

Die Hauranbahn (arabisch خط دمشق - مزيريب ‚Linie Damaskus–Muzayrib‘) war die erste Eisenbahn auf dem Gebiet, das heute Syrien ist und damals Teil des Osmanischen Reichs war.

## Entstehung
Die Hauranbahn wurde durch die französische Gesellschaft Société des Chemins de fer Ottomans économiques de Beyrouth-Damas-Hauran errichtet, die seit 1891 die entsprechende Konzession innehatte. Eröffnet wurde sie am 17. Juli 1894.
Sie verlief von Damaskus nach Muzayrib. Nicht zu verwechseln ist sie mit einer parallelen Verbindung der Hedschasbahn die einige Jahre später etwas weiter östlich errichtet wurde und über ihre Zweigstrecke nach Haifa Muzayrib ebenfalls bediente.
Die Hauranbahn verlief in ebenem Gelände, in der Hauranebene. Sie war damit ohne technische Schwierigkeiten zu errichten.

## Bedeutung
Die Hauranbahn erschloss die fruchtbare Hauranebene und diente damit der Versorgung von Damaskus. Nachdem die in Damaskus anschließende Libanonbahn 1895 in Betrieb gegangen war, konnten damit erstmals die Agrarprodukte auch über den Hafen von Beirut weiter verschifft werden, was der Hauranbahn erst ihre eigentliche Bedeutung gab.

## Konkurrenz der Hedschasbahn
Als das Osmanische Reich die Hedschasbahn (Chemin de fer du Hedjaz, C.F.H.) projektierte, versuchte es in deren Verlauf die Hauranbahn einzubeziehen und dazu aufzukaufen. Deshalb führte der Streckenverlauf der Hedschasbahn 1901 bis Muzayrib, um an die Hauranbahn mit dem Bahnhof Muzayrib DHP anzuschließen. Da nach Ansicht der Hohen Pforte die Société Ottomane du Chemin de fer de Damas-Hamah et prolongements (DHP) einen zu hohen Preis für die Hauranbahn forderte, unterblieb der Ankauf und die Hedschasbahn endete in einem separaten Bahnhof Muzayrib CFH Stattdessen wurde ab 1903 die Hedschasbahn, östlich von Muzayrib C.F.H. abzweigend, parallel zur Hauranbahn nordwärts verlegt, so dass ab hier bis Damaskus schließlich zwei Bahnen bestanden, die sich bis zum Ersten Weltkrieg Konkurrenz machten. 1906 wurde Muzayrib C.F.H. Durchgangsbahnhof, als die Hedschasbahn die dort anschließende Stichstrecke nach Haifa in Betrieb nahm.
Obwohl die benachbarte Hedschasbahn die gleiche Spurweite wie die Hauranbahn wählte, kam es aufgrund der Konkurrenzsituation beider Bahnen vor dem Ersten Weltkrieg nie zu einer Gleisverbindung.

## Ende der Hauranbahn
Zu Beginn des Ersten Weltkriegs wurden alle ausländischen Bahnen im Eigentum von Gesellschaften, die ihren Sitz im nun feindlichen Ausland hatten, beschlagnahmt, darunter auch die Hauranbahn. Sie wurde sofort demontiert, um das Material für den Vortrieb der osmanischen Militärbahn Masʿūdiyya–Sinai durch Palästina, in Richtung des anzugreifenden Suezkanals weiterzuverwenden.